# 직지초등학교 (경북)
직지초등학교는 대한민국 경상북도 김천시 대항면 향천리에 있는 공립 초등학교다.

## 학교 연혁
- 1935년 7월 1일 직지공립보통학교 개교[1]
- 1938년 4월 1일 직지공립심상소학교 개칭[2]
- 1941년 4월 1일 직지공립국민학교 개칭[3]
- 1980년 4월 1일 병설유치원 개원
- 1995년 3월 1일 대성분교장 통합
- 1996년 3월 1일 직지초등학교로 개칭[4]
- 2019년 9월 1일 제24대 이태관 교장 부임
- 2020년 2월 11일 82회 졸업식(졸업생 총: 5,360명)
- 2020년 3월 1일 7학급 편성(특수학교 1학급 포함)
- 2021년 2월 10일 83회 졸업식(졸업생 총: 5,367명)
- 2021년 3월 1일 제25대 김기윤 교장 부임
- 2021년 3월 1일 7학급 편성(특수학급 1학급 포함)

## 학교 상징
- 교화 - 장미 : 장미꽃처럼 아름답고 슬기롭게 자라나라는 의미가 담겨 있음
- 교목 - 전나무 : 전나무처럼 바르고 힘차게 자라나길 바라는 의미가 담겨 있음

## 참고 자료
- 직지초등학교 - 한국교육학술정보원 학교알리미